# Халамский, Адам
Адам Антони Халамский (пол. Adam Antoni Halamski; 5 февраля 1949 года, Бендзин — 16 августа 2021 года, Варшава) — польский социолог и дипломат, посол Польши в Португалии (2000—2004) и Дании (2006—2010).

## Биография
В 1971 году окончил философско-исторический факультет Ягеллонского университета по специальности социология. В 1978—1979 годах изучал управление персоналом в Международном институте государственного управления в Париже. В 1980 году получил степень доктора гуманитарных наук в Институте философии и социологии Польской академии наук, а в 1990 году — хабилитировал степень доктора наук в том же подразделении.
До 1989 года был научным сотрудником Института государственного управления в Париже. В 1990 году стал профессиональным сотрудником польской дипломатической службы. Первоначально был советником министра иностранных дел. В 1991—1996 годах работал в посольстве Польши в Париже заместителем начальника учреждения. После возвращения в Польшу был заместителем директора и директором Департамента Западной Европы в Министерстве иностранных дел. С 2000 по 2004 год был послом Польши в Португалии.
В 2004—2006 годах вновь работал в штаб-квартире Министерства иностранных дел сначала директором Департамента Европы, а затем заведующим ведомственным архивом.
В 2006 году занял должность посла Республики Польша в Королевстве Дания. Занимал эту должность до 2010 года.
Был женат на профессоре Марии Халамской.
Умер 16 августа 2021 года. Похоронен 24 августа в семейной усыпальнице в деревне Марципоремба.

## Награды
- Рыцарский крест ордена Великого князя Литовского Гядиминаса — 1999 (Литва)[5]
- Командор ордена Трёх звёзд — 2005 (Латвия)[6].
- Гран-офицер ордена Леопольда II (Бельгия)[1].
- Командор ордена Данеброг (Дания)[1].
- Командор ордена Заслуг (Португалия)[1].
- Кавалер ордена Почётного легиона (Франция)[1].

## Избранные публикации
- Makrospołeczne uwarunkowania postaw kadry kierowniczej, Warszawa 1982
- Postawy kadry kierowniczej i ich społeczne uwarunkowania, Warszawa 1989
- Współpraca polityczna i wojskowa w ramach Trójkąta Weimarskiego, Warszawa-Toruń 1997